# Distrikt Antonio Raymondi
Der Distrikt Antonio Raymondi liegt in der Provinz Bolognesi in der Region Ancash in West-Peru. Der Distrikt wurde am 24. April 1962 gegründet. Benannt wurde der Distrikt nach dem italienischen Naturforscher Antonio Raimondi (1826–1890).
Die Distriktfläche beträgt 122 km². Beim Zensus 2017 wurden 1046 Einwohner gezählt. Im Jahr 1993 lag die Einwohnerzahl bei 1361, im Jahr 2007 bei 1193. Die Distriktverwaltung befindet sich in der 2162 m hoch gelegenen Ortschaft Raquia mit 356 Einwohnern (Stand 2017). Raquia befindet sich 35 km westlich der Provinzhauptstadt Chiquián.

## Geographische Lage
Der Distrikt Antonio Raymondi liegt im Westen der peruanischen Westkordillere im nördlichen Westen der Provinz Bolognesi. Der Río Fortaleza fließt entlang der nördlichen und westlichen Distriktgrenze und entwässert das Areal nach Südwesten.
Der Distrikt Antonio Raymondi grenzt im Westen an den Distrikt Llacllín, im Norden an die Distrikte Huayllapampa und Marca (die drei vorgenannten Distrikte gehören zur Provinz Recuay), im Osten an den Distrikt Cajacay, im Süden an den Distrikt Huayllacayán sowie im Südwesten an den Distrikt Colquioc.